# Sebastian von Köhl
Sebastian von Köhl und von Rogister (* 18. August 1793 in Chur; † 27. September 1857 ebenda) war Oberst a. D., Oberzunftmeister, Ratsherr, Stadtvogt und Gerichtsherr oder Richter von Chur.

## Leben
Sebastian von Köhl wuchs als Sohn des Churer Ratsherrn Johann Jakob von Köhl und der aus Haldenstein stammenden Menga Birtsch auf. Er ist ein direkter Nachkomme von Bernhard Köhl.
Sebastian Köhl wählte, wie schon sein Vater, in jungen Jahren eine militärische Karriere. 1813 war er Leutnant im k.k. österreichischen Regiment des Erzherzogs Karl und machte den Feldzug gegen Frankreich mit. 1813 und 1814 bis 1815 diente er als Oberleutnant im Regiment No. 31 von Oberst Jacob von Sprecher im kaiserlich Niederländischen Dienst. Er quittierte 1824 im Rang eines Obersts den Dienst und erhielt im Alter von 31 Jahren bereits eine lebenslange Pension. Anschließend startete er in Chur eine Beamtenkarriere: Zunftmeister, Oberzunftmeister zu Schmieden, Ratsherr, wurde 1841 zum Stadtvogt ernannt und amtete auch als Gerichtsherr oder Richter.
Sebastian von Köhl gehörte zur wohlhabenden Oberschicht von Chur. Er besaß dort diverse Grundstücke und Liegenschaften. Er war aber auch ein streitbarer Zeitgenosse und war in mehrere Gerichtsprozesse verwickelt. So verklagte Israel Fifel, der Mann von Anna Elisabeth Köhl (Sebastians Schwester), 1834 Sebastian von Köhl betreffend Unregelmässigkeiten bei der Aufteilung der Erbschaft von Johan Jakob von Köhl. 1843 prozessierte er selbst gegen Leutnant Marin betreffend der Pulvermühle in Chur.

## Familie
Von Köhl heiratete 1824 die Churer Bürgerin Elisabeth Margred Mathis (1799–1825), die kurz nach der Geburt des Sohnes Johann Jakob Köhl verstarb. In zweiter Ehe war er ab 1829 mit Anna Margaretha Graß (1808–1835) verheiratet, einer Tochter des Dekans Bartholomé Graß, die nach der Geburt ihres Kindes starb. 1838 heiratete er Margaretha Zinsli (1816–1880) aus Untervaz. Aus dieser Ehe stammten 5 Söhne und 3 Töchter. Der letzte Nachkomme Köhls war der 1942 verstorbene Jacob Georg Köhl.

## Adelstitel
In verschiedenen Dokumenten findet sich neben dem Adelstitel auch der Namenszusatz «von Rogister». Im Stadtarchiv Chur befindet sich eine gut erhaltene, aufwändige Abschrift des Wappenbriefs von 1684. Diese Abschrift und somit auch der Adelstitel wurde am 9. August 1846 von der Regierung des Kantons Graubünden beglaubigt. Der Auftraggeber ist zwar nicht überliefert, es dürfte sich aber um Sebastian von Köhl gehandelt haben. Als Grundlage für die Anerkennung des Titels dürften die Recherchen von Anton Hercules Sprecher von Bernegg verwendet worden sein. Diese wurden 1847 im Buch Sammlung Rätischer Geschlechter veröffentlicht.